# Leopold I. (Steiermark)

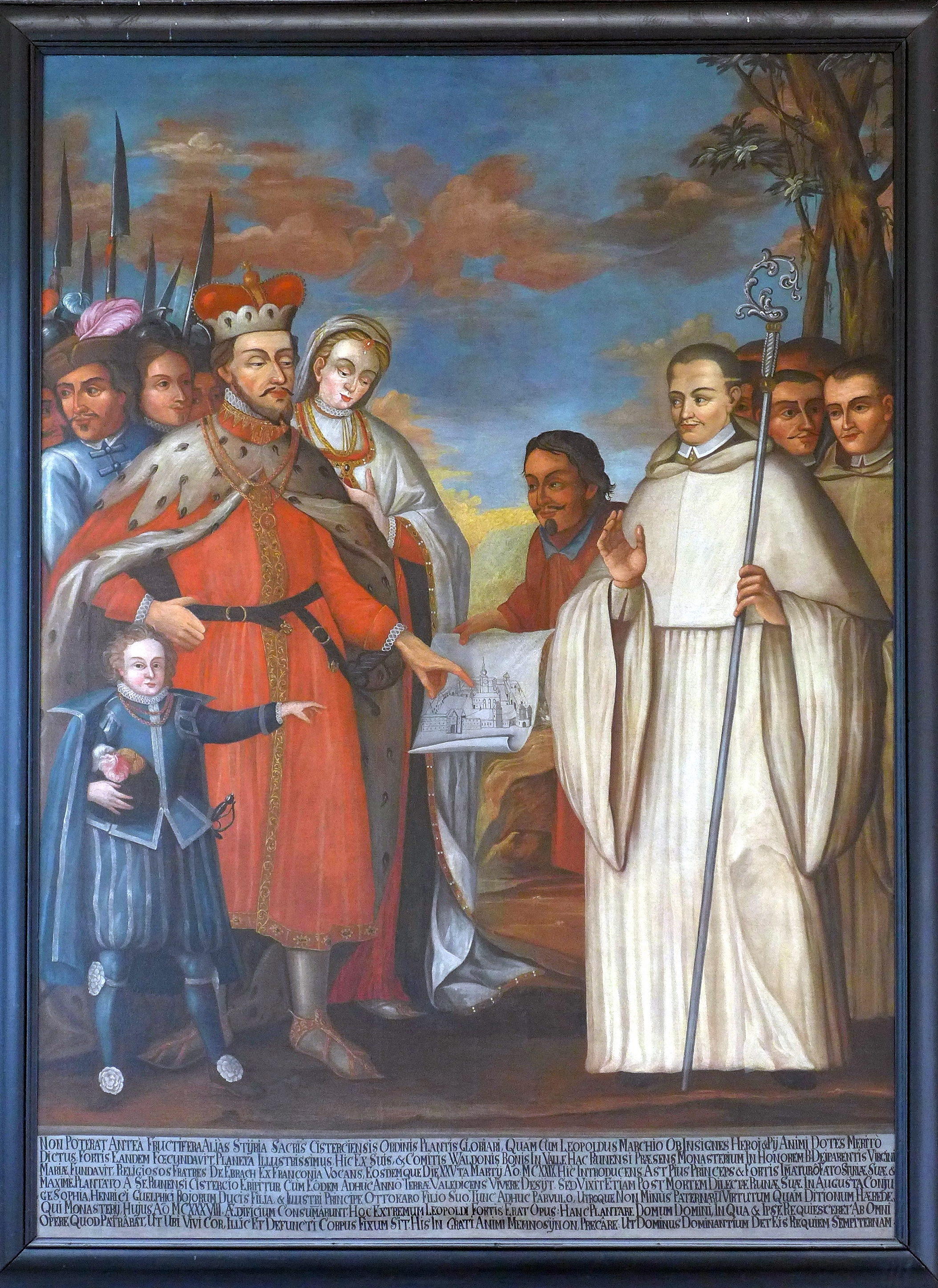
Markgraf Leopold der Starke überreicht im Beisein seines Sohnes die Stiftungsurkunde von Stift Rein (historisierendes Bild)

Leopold I., auch Liutpold, genannt der Tapfere oder der Starke († 26. Oktober 1129), aus dem Geschlecht der Traungauer, einem Zweig der Otakare, war Markgraf der Steiermark von 1122 bis 1129.
Leopold war Sohn von Ottokar (Otakar) II. und Elisabeth von Österreich, der Tochter von Markgraf Leopold II. Er war seit 1123 oder 24 verheiratet mit der Welfin Sophie von Bayern († um 1145), Tochter Heinrichs des Schwarzen, Tante des Kaisers Friedrich Barbarossa.
Seinen Beinamen bekam er von der Kirche für die Unterstützung der Erzbischöfe von Salzburg gegen Kaiser Heinrich V. im Investiturstreit.
Als Haupterbe nach Heinrich III., dem letzten Eppensteiner und Cousin seines Vaters, erbte er von diesem 1122 dessen reiche Allode, die provincia Graslupp, das ist das ganze Neumarkter und Sankt Lambrechter Gebiet, und die Region Murau, die bis dahin zu Kärnten (Grafschaft Friesach) gehört hatten und nun zur werdenden Steiermark fielen, das Murtal bis vor Leoben und südlich von Bruck bis Gösting, das Mürztal mit dem Mariazeller Land und den ganzen Bezirk Voitsberg. Dieses Erbe leitete den Ausbau der Landesherrschaft ein.

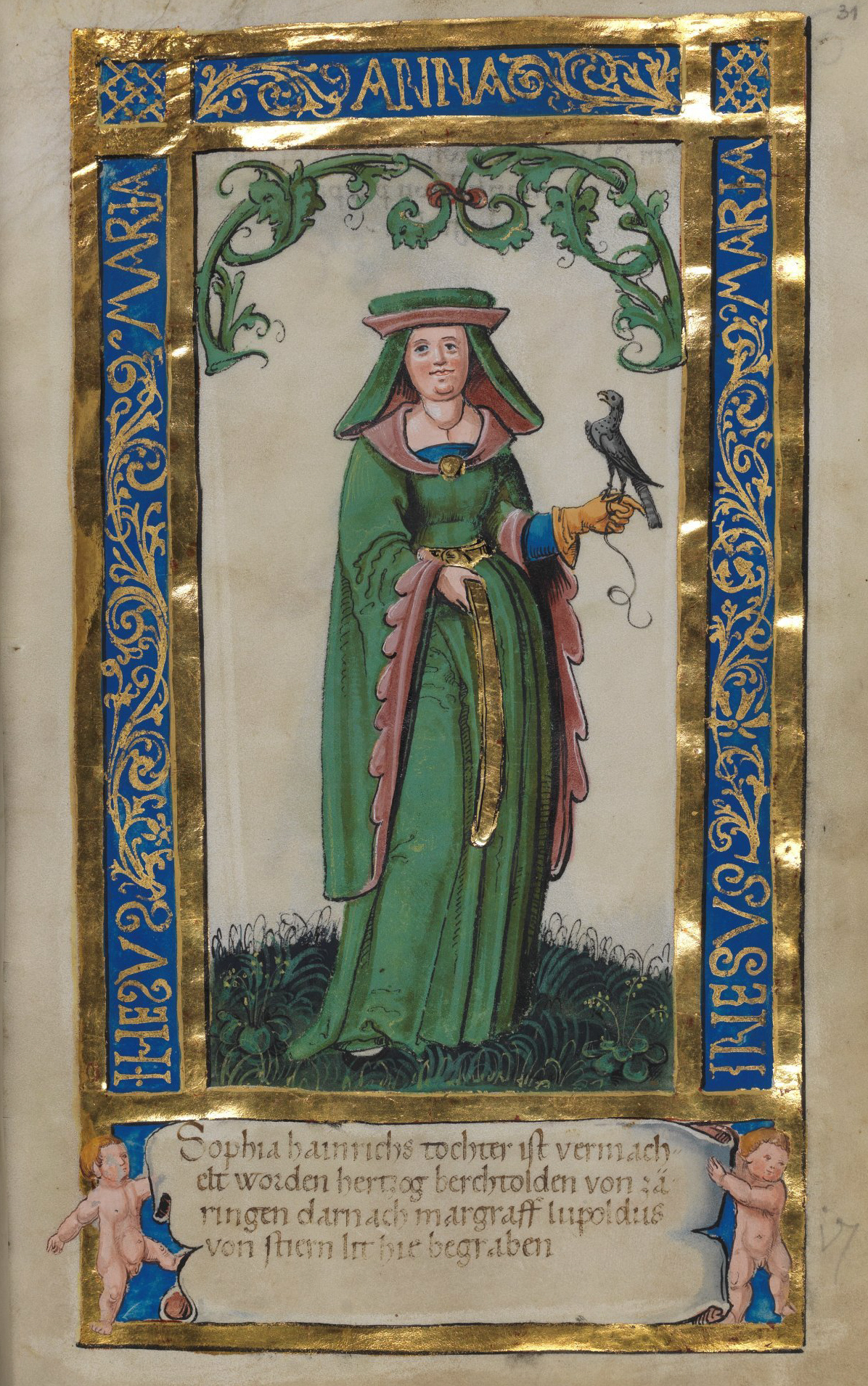
Sophie im Weingartener Stifterbüchlein, um 1510

Leopold errichtete mit Hartberg die erste Traungauer-Pfalz und seinen ersten Markt in der Mark. Eine weitere seiner Pfalzen war in Grauscharn/Pürgg. Er war auch Vogt von Stift St. Lambrecht.
Er betrieb die Gründung des ältesten Zisterzienserklosters Österreichs in Rein (bei Graz) 1129 und war 1123 Mitbegründer des Benediktinerklosters Gleink.
Da sein Sohn Ottokar bei Leopolds Tode erst 4 Jahre alt war, regierte Sophie für viele Jahre die Steiermark.
Im September 2006 wurde bei Sanierungsarbeiten im ehemaligen Kapitelsaal (heute: Marienkapelle) des Stiftes Rein, neben den Gräbern anderer geistlicher und auch weltlicher Herrscher, sein Grab entdeckt.

## Nachkommen
- Ottokar III., Markgraf der Steiermark
- Elisabeth, verheiratet mit 1. Rudolf II. von Stade, Markgraf der Nordmark († 1144), 2. Herzog Heinrich V. von Kärnten
- Margarethe